# Kalograia
Kalograia (in greco Καλογραία?; in turco Bahçeli) è un villaggio di Cipro. È sotto il controllo de facto di Cipro del Nord, dove appartiene al distretto di Girne, mentre de iure appartiene al distretto di Kyrenia della Repubblica di Cipro. Kalograia prima del 1974 è sempre stata abitata esclusivamente da greco-ciprioti. La sua popolazione nel 2011 era di 388 abitanti.

## Geografia fisica
Kalograia Si trova a 28 chilometri a est della città di Kyrenia e a quattro chilometri a est del villaggio di Agios Amvrosios/Esentepe, sulle pendici settentrionali delle montagne del Pentadaktylos.

## Origini del nome
il villaggio era conosciuto anche come Kalorka o Kallurga, che in greco significa letteralmente "Monaca". Nel 1975 i turco-ciprioti cambiarono il nome in Bahçeli, che significa "Luogo con giardino".

## Società

### Evoluzione demografica
Nel censimento ottomano del 1831, i cristiani costituivano gli unici abitanti del villaggio. All'inizio del secolo c'erano solo uno o due abitanti musulmani nel villaggio. Sebbene la popolazione abbia registrato un leggero aumento nella prima metà del XX secolo, dopo il 1946 si è registrato un leggero calo.
Tutti gli abitanti del villaggio sono stati sfollati nel 1974, fuggendo dall'avanzata dell'esercito turco verso la parte meridionale dell'isola nei mesi di luglio e agosto. Attualmente, come il resto dei rifugiati greco-ciprioti, i greco-ciprioti di Kalograia sono sparsi in tutto il sud dell'isola, soprattutto nelle città. Il numero dei greco-ciprioti sfollati nel 1974 era di circa 590 (587 nel 1973).
Questo villaggio è stato utilizzato per l'insediamento di cittadini turchi provenienti dalla Turchia nel 1975, principalmente da Gülnar nel sud della Turchia e da Araklı sulla costa del Mar Nero. Secondo il censimento del 2006, la popolazione del villaggio era di 393 abitanti. Dall'inizio degli anni duemila, molti cittadini turco-ciprioti ed europei hanno acquistato proprietà e si sono stabiliti nelle vicinanze del villaggio.